# Umbra et Imago
Umbra et Imago (Latín: "Sombra e Imagen") es una banda alemana de metal gótico y Neue Deutsche Härte formada en otoño de 1991. La alineación original consistía de Mozart (Manuel Munz), Michael Gillian, Nail y Torsten B. A excepción de Mozart, todos los demás miembros han dejado la banda.

## Historia
En 1991, Umbra et Imago fue creado como proyecto paralelo de The Electric Avantgarde. Al año siguiente, las dos bandas todavía se mantenían unidas. Había planes para The Electric Avantgarde de cambiar su estilo a death metal, pero pronto abandonaron esa idea. La banda se disolvió y volvió a unirse bajo el nombre Dracul, de modo que Umbra et Imago se convirtió en el proyecto principal de Mozart.
En 1992, Umbra et Imago hizo sus primeras presentaciones en escena, donde los efectos visuales jugaron una papel importante. Mientras el estilo de la banda tenía todavía influencias electrónicas, hubo colaboraciones con músicos invitados como Peter Heppner de Wolfsheim. La banda empezó para desarrollar una imagen excéntrica y fueron conocidos por sus conciertos elegantes.  En el mismo año, fue lanzado su álbum Träume, Sex und Tod, un año más tarde fue lanzado Infantile Spiele.
Ya que sus pistas normalmente superaban los 10 minutos,  eran inadecuadas para tocarse en discotecas. Debido a esto, Umbra et Imago creó un remix de su canción "Erotica" al cual  llamaron ZöllerMussEsSpielen Mezcla (Zöller Debe Tocarlo Mix), refiriéndose a Michael Zöller, un DJ de la discoteca Bochum Zwischenfall. A pesar de su duración, "Gothic Erotic" del álbum Infantile Spiele de 1993 se convirtió en la canción más conocida de la banda.
En 1995, Michael Gillian y Torsten B. abandonaron la banda, seguidos por Nail. Fueron reemplazados por Lutz Demmler und Alex Perin. Con el cambio en la alineación vino un cambio de estilo. Se agregaron más sonidos de guitarra y se añadieron elementos de hard rock en el álbum Gedanken eines Vampirs. Este cambio fue completado en 1996 con el álbum Mystica Sexualis, el cual era ahora  metal gótico. Durante presentaciones en vivo, la banda tendría a modelos de fetiche en el escenario. n 1997 el maxisencillo Kein Gott und keine Liebe tenía más elementos de Neue Deutsche Härte y Umbra et Imago fue comparado a bandas como Rammstein.
En 2003, el guitarrista Freddy Stürze dejó la banda pero  volvió en 2011.

## Trabajo y aspecto

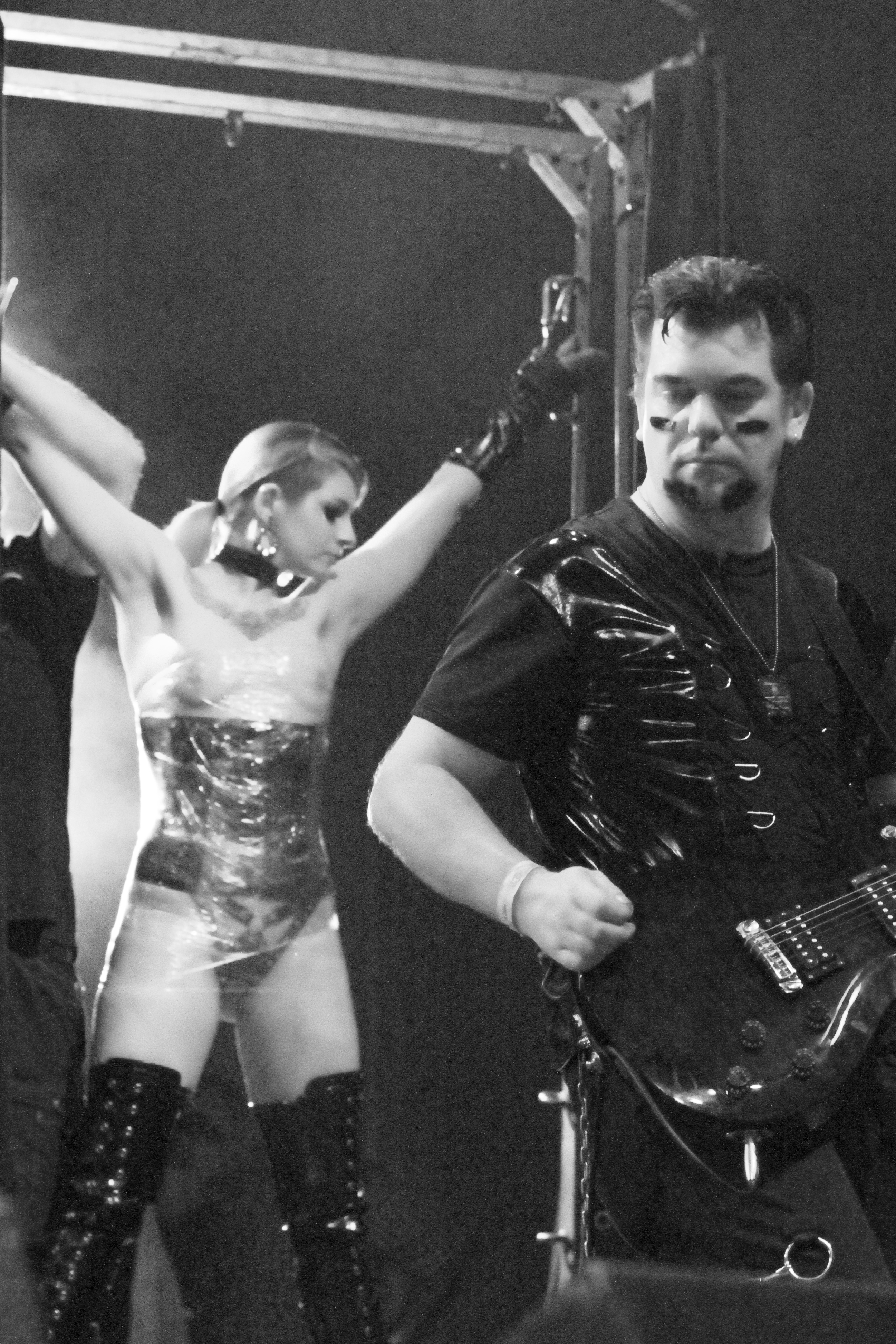
Espectáculo en el Wave-Gotik-Treffen en 2014

Desde el principio, Umbra et Imago ha sido una banda conceptual que tomó la idea de  Sigmund Freud de que la sexualidad es el centro  de nuestro ser. Procesaron fantasías sadomasoquistas a través de sus letras cínicas. Según la banda, este tema fue escogido porque representa la forma más intelectual de sexualidad.
Las letras de Umbra et Imago están dominadas por un enredado humor subliminal, crítica de los defectos de la sociedad humana y auto-ironía cínica.  La sexualidad es componente importante de su concepto pero ya no es dominante.
Sus espectáculos son todavía controversiales, incorporando actos BDSM y pirotecnia compleja en sus presentaciones en vivo.
Lutz Demler se convirtió en el productor de Umbra et Imago y otras bandas.

## Miembros

### Alineación actual
- Mozart (voz)
- Sascha Danneberger (guitarra)
- Freddy S. (guitarra)

### Miembros anteriores
- Kris (voz)
- Jochen Ritter (batería)
- Chris Lata (sampleo)
- Torsten B. (bajo)
- Matze B. (teclado)
- Michael Gillian (teclado)
- Achim Vogel (teclado)
- Alex Perin (guitarra)
- Andi Lehnert (guitarra)
- Nail (guitarra)
- Lutz Demmler (bajo)

## Discografía

### EP
- Träume, Sex und Tod (1992)
- Remember Dito (1994)

### Álbumes
- Infantile Spiele (1993)
- Gedanken eines Vampirs (1995)
- Mystica Sexualis (1996)
- Machina Mundi (1998)
- Mea Culpa (2000)
- Dunkle Energie (2001)
- Memento Mori (2004)
- Opus Magnus (2010)
- Davon geht die Welt nicht unter (2011)
- Die Unsterblichen (2015)
- Die Unsterblichen - Das zweite Buch (2017)

### Sencillos
- Sex Statt Krieg (1996)
- Kein Gott und keine Liebe (1997)
- Weinst Du? con Tanzwut (1999)
- Feuer Und Licht (2001)
- Sweet Gwendoline (2004)
- Gott Will Es (2007)
- Ohne Dich (2011)
- Radiosong (2014)

### DVD
- Die Welt Brennt (2002)
- Motus Animi (2005)
- Imago Picta (2006)
- Past Bizarre (2007)

### Álbumes en vivo
- The Hard Years - Das Live-Album (1997)
- The Hard Years II (2007)